# Llámame Cris
Llámame Cris (Chiamatemi Giò) es una serie de televisión italiana producida por Disney Channel Italia.
La directora de la comedia es Daniela Borsese y las guionistas Maria Grazia Cassalia, Mario Cristiani, Sara Fusani, Fabio Paladini, Pietro Parolin e Alessandra Torre. La producción está a cargo de Disney Channel en asociación con Rai Fiction.
La canción de la introducción de la serie, titulada Hey Giò, es interpretada por el grupo Dari (grupo musical).
La mayoría del rodaje se ha realizado en el Instituto Profesional de Moda y gráfica Catalina de Siena en Milán.

## Trama
Llámame Cris habla de una joven de 14 años, Giorgina Manzi, conocida como Cris que se muda de Campo Tosco y se mueve en una gran ciudad donde empieza la secundaria. Además del fuerte cambio del medio ambiente, tendrá que hacer frente a nuevos compañeros. Al principio todo parece ir mal, pero al final, tendrá su final feliz.

## Episodios
| Temporada | Temporada | Episodios | Italia                 | Italia                 | España                   | España                  |
| Temporada | Temporada | Episodios | Comienzo               | Final                  | Comienzo                 | Final                   |
| --------- | --------- | --------- | ---------------------- | ---------------------- | ------------------------ | ----------------------- |
|           | 1         | 15        | 9 de febrero de 2009   | 4 de diciembre de 2009 | 14 de septiembre de 2009 | 28 de diciembre de 2009 |
|           | 2         | 20        | 9 de noviembre de 2009 | 4 de diciembre de 2009 | 11 de enero de 2010      | 31 de octubre de 2013   |

## Lanzamiento internacional
| País / Región | Canal                 | Estreno                  | Título según país | Referencias |
| ------------- | --------------------- | ------------------------ | ----------------- | ----------- |
| Italia        | Disney Channel Italia | 9 de febrero de 2009     | Chiamatemi Giò    | [ 1 ]       |
| España        | Disney Channel España | 14 de septiembre de 2009 | Llámame cris      | .           |

## Personajes
- Giorgina Manzi (Sara Santostasi): muchacha responsable e inteligente, se mudó con su padre (que se llama "Skunk") en una gran metrópolis. Para los amigos será Giò. En el amor con Felipe, Iglesia de San Roque por un corto tiempo, chocarán con Silvana y Ariadne. Obligados a estudiar con Ale, comprenderán más tarde intentar algo para él. Inicialmente poco atento para ver, cambiará radicalmente su vestido con motivo de una reunión con Felipe.

- Alessandro "Ale" Fa (Simon Previdi): boy, big surf entusiasta y totalmente desinteresado en el estudio. Se amarran con Llámame Cris, que le dará una mano y que se enamorará perdidamente. Mark ayudarán mucho. En la segunda temporada será lanzado por un tiempo con Tweety, pero solo porque Llámame Cris se dedica a Felipe, pero entonces hojas y Vesta eventualmente Santo iglesia Roque con Llámame Cris.

- Ariadna (Alice Vastano): chica engreída y desinteresada en el estudio. Lazo con Llámame Cris sólo para mejorar su promedio pero luego descubierto por este último, será poner palos en las ruedas. Se dedica a Felipe, que dejará tras otra molestia a Gio. Al principio choca con Silvana, pero luego alleeranno para derrotar a Llámame Cris en una tarea asignada por el profesor Lombardi.

- Silvana Maltagliati (Smith Carlota): erudito de la chica. Enamorado de Philip, dará tiempo duro al alambre Giò ya desde el principio. Es amado por Furio.

- Philip Gaurav (Stefano Contieri): erudito boy y considerado el más hermoso de la escuela. Amigo de Furio, combinará un problema durante los preparativos del desfile y Llámame Cris, aunque luego le pedirá regresar juntos.

- Furio Poletti (Furio Bigi): buen chico, un amigo de Felipe. Silvana ama. Enlazar con Llámame Cris durante un proyecto escolar. Es parte de la banda de aire de los muchachos, creado por el portero Nico.

- Galileo Manzi (Andrea Appi): el padre divertido de Gio. Quiero muy bien a su hija, quien calificó con el apodo "Skunk" y quiere que sus restos con él sin sufrimiento.

- Iris (Alexandra Guazzini): el vecino de los familias novillos. Iris será un punto de referencia para Llámame Cris en los momentos más críticos. Llámame Cris si transferirá al comienzo de la segunda temporada durante el período en que Galileo empezará a solucionar problemas de trabajo Grugnuccio Field. La voluntad de encontrar a su sobrino: Mario.

- Prof. Lombardi (Margaret Flight): el profesor de letras latinas y Gio. Aunque castigará a Llámame Cris y Ale haciendo sus deberes juntos todas las tardes, demostrará para ser una persona de gran apoyo para Llámame Cris.

- Prof. Grandes (Luis Molteni): profesor de Ciencias y Subdirector de la escuela de la marca. Es temido por todos sus alumnos, especialmente para sus controles sorpresa. Constantemente está compitiendo con el profesor lombardi.

- Portero Nico (Marco Galluzzi): el portero de la amante de rock de la escuela y es respetado por todos los alumnos. Parece Severus y sujetado con reglas, sino que es muy lindo. Crear una banda con algunos chicos, incluyendo Furio. Pretende tener un gemelo para ocultar su pasión por la música clásica.

- Mario (Aubrey Adofo Abolaji): sobrino de Iris que se trasladó a Italia de tía para un intercambio cultural. Es afroamericano y al principio hay cierta rivalidad entre él y Llámame Cris, pero entonces será un gran apoyo para la niña.